# Nancita
Nancita is een geslacht van kevers uit de familie bladkevers (Chrysomelidae).
De wetenschappelijke naam van het geslacht werd in 1889 gepubliceerd door Allard.

## Soorten
- Nancita alterna Allard, 1889